# Lago Seván
El lago Seván (en armenio: Սևանա լիճ, Sevana lich) es un lago de Asia Occidental, el más grande de Armenia y uno de los lagos de alta montaña más extensos del mundo. El área en torno al lago está protegida como parque nacional Seván.
Anteriormente era conocido como Ghegharkounik (o Gegharkunik), Gokcha (o Goycha), y mar de Gegham (Գեղամածով).
El lago entero se sitúa dentro de la provincia armenia de Gegharkunik, en el este del país. Es alimentado por 28 ríos y arroyos. Solo el 10 % del agua es drenado por el río Hrazdan, mientras que el 90 % restante se evapora. Junto con el lago Van y el lago Urmía, el lago Seván era uno de los tres grandes lagos del histórico reino de Armenia, designados colectivamente como los mares de Armenia, y es el único dentro de los límites de la actual República de Armenia. Sevanavank es el área histórica cerca del lago. El nombre Seván significa "Sev negro" en armenio, una comparación con el otro lago del reino armenio histórico.
Antes de que la intervención humana cambiara dramáticamente este ecosistema, el lago tenía 95 m de profundidad, cubría un área de 1360 km² (el 5 % de toda el área de Armenia), tenía un volumen de 58 km³ y un perímetro de 260 km. La superficie del lago estaba a una altitud de 1950 m sobre el nivel del mar.

## Intervención humana en el lago
En 1910, Soukias Manaserián, uno de los ingenieros civiles detrás de las intervenciones que causaron el desastre del mar de Aral, publicó el estudio «The Evaporating Billions and the Stagnation of Russian Capital», sugiriendo bajar el nivel del lago 45 m y utilizar esa agua para la irrigación y la obtención de energía hidroeléctrica.
En la era de Stalin el plan fue modificado levemente: el nivel del agua sería reducido 55 m (10 m más de lo sugerido por Manasserián), el perímetro se contraería a 80 km y el volumen a solo 5 km³. Se plantarían nogales y robles en la tierra ganada al lago, y se introducirían algunas especies de trucha en el lago remanente, lo que aumentaría en diez veces la producción de la industria pesquera.
El Soviet Supremo de la RSS de Armenia aprobó el plan sin consultar a la población local, y los principales trabajos comenzaron en 1933. Se profundizó el lecho del río Hrazdán y comenzó la construcción de un túnel 40 m por debajo del nivel original del agua. Los trabajos se retrasaron debido a la Segunda Guerra Mundial y fueron finalizados a principios de 1949. El nivel del agua entonces, comenzó a descender en más de un metro por año.
Un desastre ecológico de la magnitud del ocurrido en el mar de Aral fue evitado cuando la era estalinista terminó en 1956, y el proyecto y sus consecuencias fueron revisadas a fondo. Como había dificultades en plantar robles y nogales, así como también con la industria pesquera, se estableció el Comité del Seván, con la misión de "elevar el nivel tanto como sea posible". Las centrales hidroeléctricas en el Hrazdan serían substituidas por centrales eléctricas termales. En 1962 el nivel del agua se estabilizó en 18 m por debajo del nivel original, pero dos años más tarde el lago comenzó a florecer debido a las algas eutróficas.
En 1981, se construyó un túnel de 49 km derivando agua desde el río Arpa, desde un embalse cerca de Kechut, al lago, cerca de Artsvanist. El nivel del agua en el lago se elevó solamente un metro y medio, por lo que se comenzó otro túnel de 22 km desde el río Vorotán (más al sur de Kechut). 18 km fueron construidos antes del derrumbamiento de la Unión Soviética, pero en 1988 Azerbaiyán impuso un bloqueo económico a Armenia, debido a la guerra de Nagorno Karabaj, y el trabajo tuvo que ser detenido.
El gobierno armenio completó la construcción del túnel Vorotán-Arpa en 2003, pero el agua todavía no ha comenzado a fluir en el lago. El nivel se estabilizó en 20 m por debajo del nivel original, y el área actual es de 940 km².
Debido a las lluvias recientes y a otros cambios, en el año 2005 el nivel del agua empezó lentamente a elevarse de nuevo.

## Playas

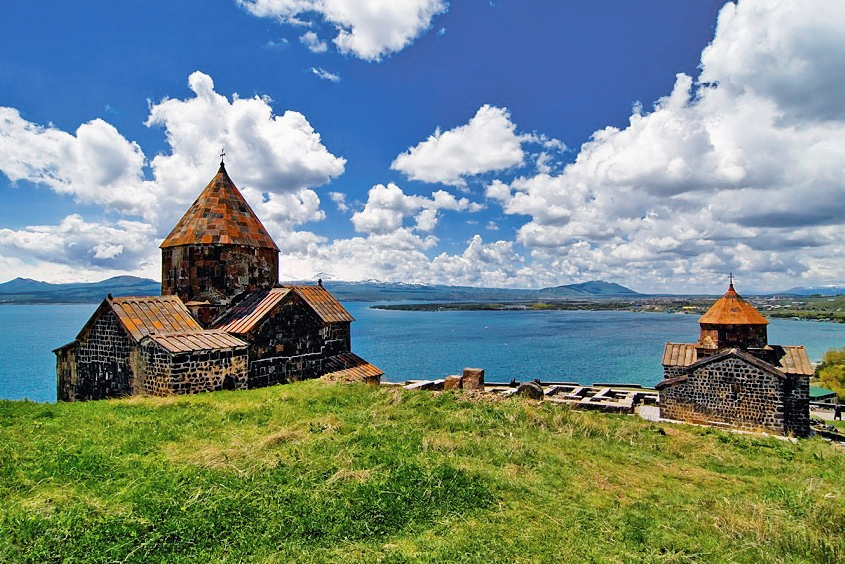
Sevan Mon., Armenia

Existen numerosas playas a lo largo de toda la orilla del lago. El monumento cultural más famoso es el monasterio de Sevanavank cerca de la ciudad de Seván en la orilla noroeste. El monasterio fue situado inicialmente en una isla, pero la caída del nivel del agua hizo que se transformara en una península. Otro monasterio en la orilla occidental es Hayrivank, y más al sur, cerca de Noratus, hay un campo de jachkares (Խաչքար, en armenio: cruces de piedra ceremoniales armenias), un cementerio con aproximadamente 900 jachkares de diversos estilos, el cementerio de Noraduz. Jachkares adicionales se encuentran en Nerk'in Getashen, en la costa sur. Cuando cayó el nivel del agua, muchos elementos arqueológicos de 2000 o más años de antigüedad fueron encontrados (algunos se remontaban a la Edad del Bronce temprana) y la mayor parte de ellos se exhiben en Ereván.

## Fauna
La trucha de Seván (Salmo ischchan) era una especie endémica del lago, constituyendo hasta el treinta por ciento de los peces en el lago, pero fue puesta en peligro debido a que se introdujeron algunos competidores, como el pescado blanco común (Coregonus lavaretus) proveniente del lago Ladoga, la carpa dorada (Carassius auratus), y el cangrejo del Danubio (Astacus leptodactylus). Si la trucha de Seván está probablemente cerca de extinguirse en el lago Seván, su hogar, parece sin embargo que sobrevivirá en el lago Issyk-Kul (Kirguistán), donde fue introducida en la década de 1970.
El lago es un lugar de crianza importante para la gaviota armenia (Larus armenicus) con cerca de 4000 a 5000 parejas. Otros pájaros que visitan el lago incluyen el cisne de Bewick (Cygnus columbianus), el ganso de frente blanca (Anser erythropus), el pato colorado (Netta rufina), el porrón pardo (Aythya nyroca) y la gran gaviota de cabeza negra (Larus ichthyaetus).
El muflón está sufriendo un gran declive en su población debido a la pérdida de su hábitat. Otro visitante del lago puesto en peligro es el leopardo de Persia (Panthera pardus saxicolor).

## Monasterio de Sevanavank

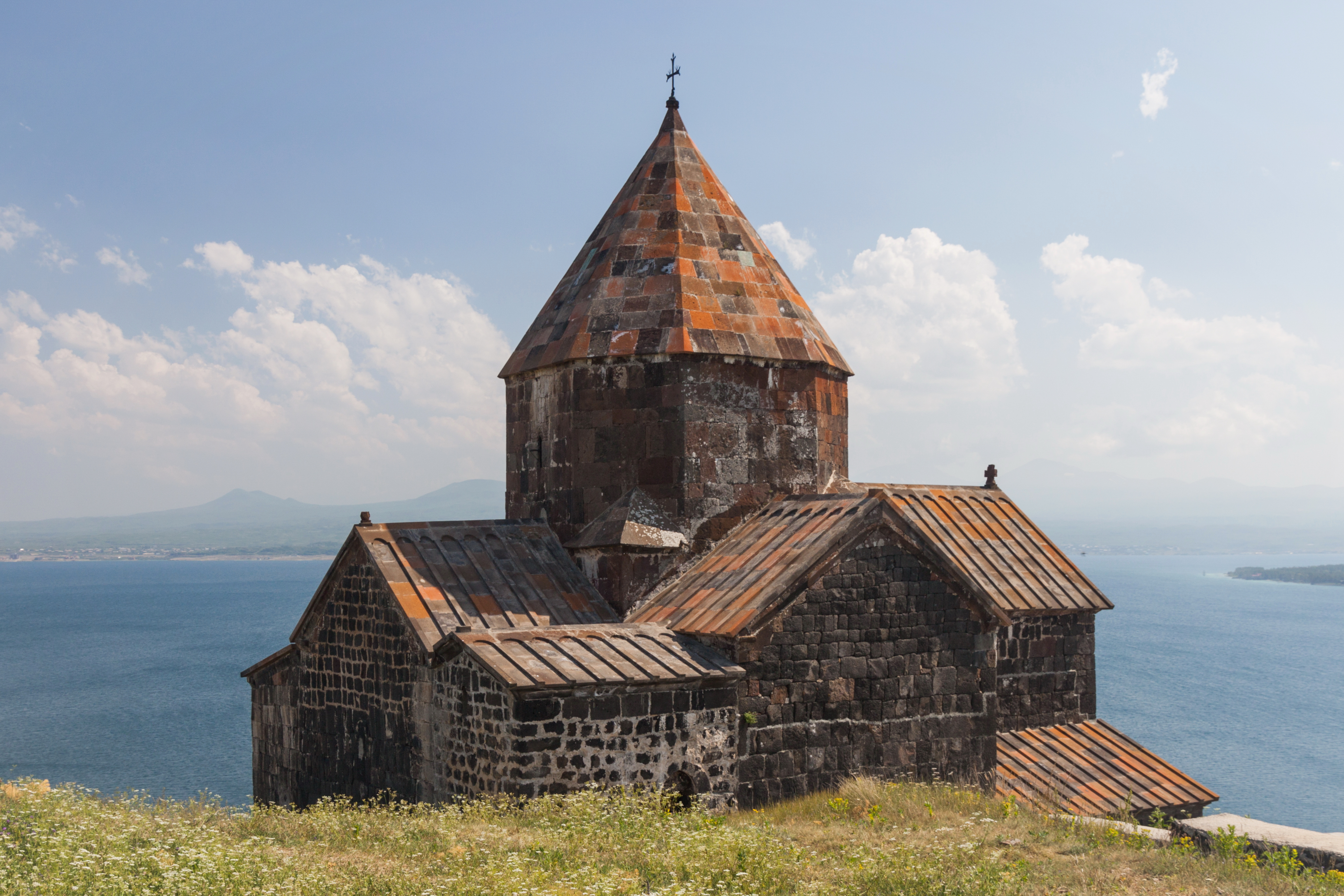
Sevanavank

Construido originalmente a partir de tres iglesias, el monasterio fue erigido en una isla. El descenso en el nivel de agua ocurrido en el siglo XX creó la península actual. La isla estuvo deshabitada hasta finales del siglo VIII, cuando los monjes construyeron una capilla y un grupo de celdas. El monasterio fue fundado en 874 por el rey Ashot I de Armenia, fundador de la dinastía Bagrátida, y su hija Mariam. Dos iglesias permanecen, San Arakelots y la Iglesia de San Astvatsatsin. El monasterio de la isla era, según los historiadores de la época, usado para la adoración y el peregrinaje, y como lugar de exilio para los nobles armenios que habían caído en deshonra. También fue la residencia y cuartel general del rey Ashot I de Armenia, desde donde inició una batalla contra los invasores árabes en el año 859.
Durante las batallas, los monjes y el clero lucharon junto al ejército para derrotar a los árabes, pero las invasiones árabes y otomanas continuaron. Los monjes de la isla dirigieron continuamente batallas para proteger el monasterio, y tal fue la vida en y alrededor del monasterio durante casi cinco siglos, hasta que los persas y los otomanos se repartieron el Reino de Armenia. Los monjes en Gegham-kiunik se especializaron en medicina, y algunas de sus curaciones naturales, basadas en las hierbas que crecen en estado salvaje alrededor del lago, todavía se utilizan. El monasterio continuó su actividad hasta el siglo XX, cuando el último monje lo abandonó en 1930. El monasterio es mantenido hoy por la Iglesia, que lo utiliza como retiro de verano para los seminaristas.